# Тиндуф
Тиндуф (Бербер: Tinduf, араб. تيندوف‎) — город на юго-западе Алжира, административный центр одноимённого вилайета.

## История

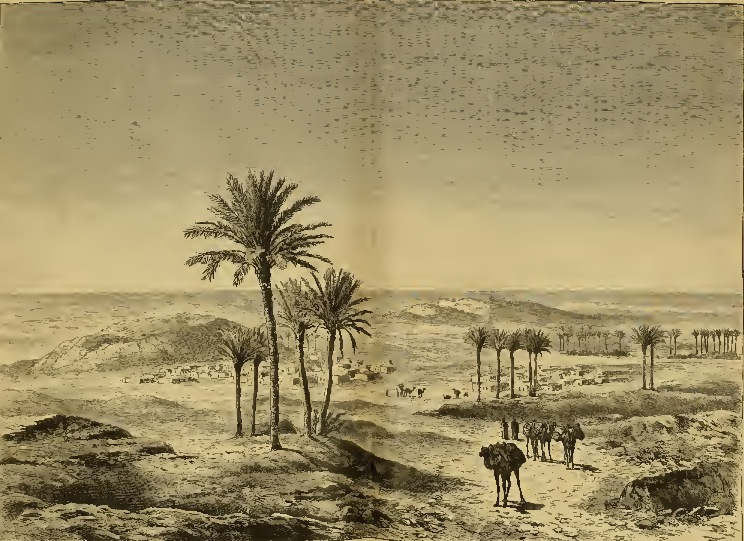
Оазис Тиндуф, 1880 год

Город Тиндуф был построен племенем таджакант рядом с изолированным оазисом в 1852 году. В 1895 году он был разгромлен сахравским племенем регибат, при этом племя таджакант было изгнанно из региона. Город оставался в запустении вплоть до 1934 года, когда сюда прибыли французские войска.
После обретения Алжиром независимости в 1962 году город активно застраивается и растёт. Регион имеет стратегическое значение; здесь располагаются алжирские военные базы.
В окрестностях города расположено четыре лагеря беженцев из Западной Сахары, в которых проживает более 170 тысяч человек.

## География
Тиндуф расположен недалеко от мавританской и марокканской границ, примерно в 720 км к юго-западу от Бешара, в 770 км к западу от Адрара, в 1475 км к северо-западу от Таманрассета и в 1460 км к юго-западу от столицы страны, города Алжир.

## Население
Население Тиндуфа по данным на 2008 год составляет 45 966 человек; по данным на 1998 год оно насчитывало 25 266 человек. Уровень грамотности населения составляет 75,0 % (79,7 % — среди мужчин и 70,1 % — среди женщин).

## Транспорт
В 7 км к северо-западу от города расположен аэропорт Тиндуф, который обслуживает регулярные рейсы в столицу страны, город Алжир, а также некоторые другие местные и международные рейсы. Тиндуф соединён автомобильной дорогой с Бешаром.